# Indianapolis Tennis Championships 1999 - Qualificazioni singolare
Le qualificazioni del singolare  dell'Indianapolis Tennis Championships 1999 sono state un torneo di tennis preliminare per accedere alla fase finale della manifestazione. I vincitori dell'ultimo turno sono entrati di diritto nel tabellone principale. In caso di ritiro di uno o più giocatori aventi diritto a questi sono subentrati i lucky loser, ossia i giocatori che hanno perso nell'ultimo turno ma che avevano una classifica più alta rispetto agli altri partecipanti che avevano comunque perso nel turno finale.
Le qualificazioni del torneo Indianapolis Tennis Championships 1999 prevedevano 28 partecipanti di cui 7 sono entrati nel tabellone principale.

## Teste di serie
1. Arnaud Di Pasquale (Qualificato)
2. Maks Mirny (Qualificato)
3. Nicolas Escudé (Qualificato)
4. Harel Levy (Qualificato)
5. Lior Mor (ultimo turno)
6. Michael Tebbutt (ultimo turno)
7. Cristiano Caratti (ultimo turno)

1. Jared Palmer (Qualificato)
2. Noam Okun (Qualificato)
3. Jonathan Stark (ultimo turno)
4. Grant Stafford (primo turno)
5. Andy Ram (primo turno)
6. Peter Tramacchi (primo turno)
7. Mahesh Bhupathi (primo turno)

## Qualificati
1. Arnaud Di Pasquale
2. Maks Mirny
3. Nicolas Escudé
4. Harel Levy

1. Grant Stafford
2. Noam Okun
3. Jared Palmer

## Tabellone

### Legenda
| - Q = Qualificato - WC = Wild card - LL = Lucky loser | - ALT = Alternate - SE = Special Exempt - PR = Protected Ranking | - w/o = Walkover - r = Ritirato - d = Squalificato |

### Sezione 1
|  | Primo turno | Primo turno        | Primo turno        | Primo turno | Primo turno |  |  | Ultimo turno | Ultimo turno       | Ultimo turno       | Ultimo turno | Ultimo turno |  |
|  |             |                    |                    |             |             |  |  |              |                    |                    |              |              |  |
|  | 1           | Arnaud Di Pasquale | Arnaud Di Pasquale | 6           | 7           |  |  |              |                    |                    |              |              |  |
|  |             | Aleksandar Kitinov | Aleksandar Kitinov | 3           | 6           |  |  | 1            | Arnaud Di Pasquale | Arnaud Di Pasquale | 6            | 6            |  |
|  |             | Srinath Prahlad    | Srinath Prahlad    | 6           | 6           |  |  |              | Srinath Prahlad    | Srinath Prahlad    | 3            | 2            |  |
|  | 14          | Mahesh Bhupathi    | Mahesh Bhupathi    | 7           | 5r          |  |  |              |                    |                    |              |              |  |

### Sezione 2
|  | Primo turno | Primo turno       | Primo turno       | Primo turno | Primo turno |  |  | Ultimo turno | Ultimo turno    | Ultimo turno    | Ultimo turno | Ultimo turno |  |
|  |             |                   |                   |             |             |  |  |              |                 |                 |              |              |  |
|  | 2           | Maks Mirny        | Maks Mirny        | 6           | 6           |  |  |              |                 |                 |              |              |  |
|  |             | Alexander Reichel | Alexander Reichel | 1           | 4           |  |  | 2            | Maks Mirny      | Maks Mirny      | 6            | 6            |  |
|  |             | Peter Tramacchi   | Peter Tramacchi   | 7           | 6           |  |  |              | Peter Tramacchi | Peter Tramacchi | 3            | 1            |  |
|  | 13          | Louis Vosloo      | Louis Vosloo      | 6           | 2           |  |  |              |                 |                 |              |              |  |

### Sezione 3
|  | Primo turno | Primo turno          | Primo turno    | Primo turno | Primo turno |  |  | Ultimo turno | Ultimo turno   | Ultimo turno | Ultimo turno | Ultimo turno |  |
|  |             |                      |                |             |             |  |  |              |                |              |              |              |  |
|  | 3           | Nicolas Escudé       | Nicolas Escudé | 6           | 7           |  |  |              |                |              |              |              |  |
|  |             | Wade McGuire         | Wade McGuire   | 4           | 5           |  |  | 3            | Nicolas Escudé | 2            | 6            | 6            |  |
|  |             | Andy Ram             | 4              | 6           | 6           |  |  |              | Andy Ram       | 6            | 4            | 1            |  |
|  | 12          | Oscar Burrieza-Lopez | 6              | 2           | 4           |  |  |              |                |              |              |              |  |

### Sezione 4
|  | Primo turno | Primo turno    | Primo turno    | Primo turno | Primo turno |  |  | Ultimo turno | Ultimo turno   | Ultimo turno   | Ultimo turno | Ultimo turno |  |
|  |             |                |                |             |             |  |  |              |                |                |              |              |  |
|  | 4           | Harel Levy     | Harel Levy     | 6           | 7           |  |  |              |                |                |              |              |  |
|  |             | Wynn Criswell  | Wynn Criswell  | 1           | 5           |  |  | 4            | Harel Levy     | Harel Levy     | 6            | 6            |  |
|  | 10          | Jonathan Stark | Jonathan Stark | 6           | 6           |  |  | 10           | Jonathan Stark | Jonathan Stark | 4            | 4            |  |
|  |             | Rick Witsken   | Rick Witsken   | 2           | 2           |  |  |              |                |                |              |              |  |

### Sezione 5
|  | Primo turno | Primo turno    | Primo turno    | Primo turno | Primo turno |  |  | Ultimo turno | Ultimo turno   | Ultimo turno   | Ultimo turno | Ultimo turno |  |
|  |             |                |                |             |             |  |  |              |                |                |              |              |  |
|  | 5           | Lior Mor       | Lior Mor       | 6           | 7           |  |  |              |                |                |              |              |  |
|  |             | Marq Foster    | Marq Foster    | 3           | 6           |  |  | 5            | Lior Mor       | Lior Mor       | 2            | 5            |  |
|  |             | Grant Stafford | Grant Stafford | 6           | 6           |  |  |              | Grant Stafford | Grant Stafford | 6            | 7            |  |
|  | 11          | Amir Hadad     | Amir Hadad     | 1           | 1           |  |  |              |                |                |              |              |  |

### Sezione 6
|  | Primo turno | Primo turno      | Primo turno      | Primo turno | Primo turno |  |  | Ultimo turno | Ultimo turno    | Ultimo turno    | Ultimo turno | Ultimo turno |  |
|  |             |                  |                  |             |             |  |  |              |                 |                 |              |              |  |
|  | 6           | Michael Tebbutt  | Michael Tebbutt  | 6           | 6           |  |  |              |                 |                 |              |              |  |
|  |             | Cédric Kauffmann | Cédric Kauffmann | 4           | 0           |  |  | 6            | Michael Tebbutt | Michael Tebbutt | 3            | 5            |  |
|  | 9           | Noam Okun        | Noam Okun        | 7           | 6           |  |  | 9            | Noam Okun       | Noam Okun       | 6            | 7            |  |
|  |             | Mike Bryan       | Mike Bryan       | 5           | 4           |  |  |              |                 |                 |              |              |  |

### Sezione 7
|  | Primo turno | Primo turno       | Primo turno       | Primo turno | Primo turno |  |  | Ultimo turno | Ultimo turno      | Ultimo turno      | Ultimo turno | Ultimo turno |  |
|  |             |                   |                   |             |             |  |  |              |                   |                   |              |              |  |
|  | 7           | Cristiano Caratti | Cristiano Caratti | 7           | 7           |  |  |              |                   |                   |              |              |  |
|  |             | Olivier Delaître  | Olivier Delaître  | 5           | 6           |  |  | 7            | Cristiano Caratti | Cristiano Caratti | 4            | 0            |  |
|  | 8           | Jared Palmer      | Jared Palmer      | 6           | 6           |  |  | 8            | Jared Palmer      | Jared Palmer      | 6            | 6            |  |
|  |             | Jonathan Erlich   | Jonathan Erlich   | 2           | 3           |  |  |              |                   |                   |              |              |  |